# Ustanciosporium scleriae-lithospermi
Ustanciosporium scleriae-lithospermi är en svampart som först beskrevs av Thirum., och fick sitt nu gällande namn av M. Piepenbr. 2000. Ustanciosporium scleriae-lithospermi ingår i släktet Ustanciosporium och familjen Anthracoideaceae.   Inga underarter finns listade i Catalogue of Life.